# Peter Monteverdi
Peter Monteverdi (* 7. Juni 1934 in Binningen, BL, Schweiz; † 4. Juli 1998 ebenda) war ein Schweizer Privatrennfahrer, Autobauer und Gründer der Unternehmen MBM Automobile und Automobile Monteverdi.

## Leben
Peter Monteverdis Vater, Rosolino Monteverdi, betrieb seit 1926 in Binningen eine Automobilwerkstatt und einen Lkw-Reparaturbetrieb. Peter Monteverdi absolvierte eine Ausbildung zum Kraftfahrzeugmechaniker beim Traktorhersteller Vevey und dem Schweizer Lastwagenhersteller Saurer. Nach dem Tod seines Vaters 1956 übernahm der damals 22-Jährige den Binninger Betrieb und baute ihn nach und nach zu einer Vertretung für Luxusfahrzeuge und zum Rennwagenhersteller aus; später stellte er eigene Strassensportwagen her.
Ab Mitte der 1990er-Jahre zog er sich zunehmend nach Marokko zurück. Er starb 1998 in Binningen an Krebs. Sein Lebensgefährte und früherer Verkaufsleiter von Monteverdi, Paul Berger (* 1942, † 2024), war noch immer Inhaber der Monteverdi Automobile AG.
Monteverdi wurde auf dem Friedhof Sankt Margarethen Nord in Binningen bestattet.

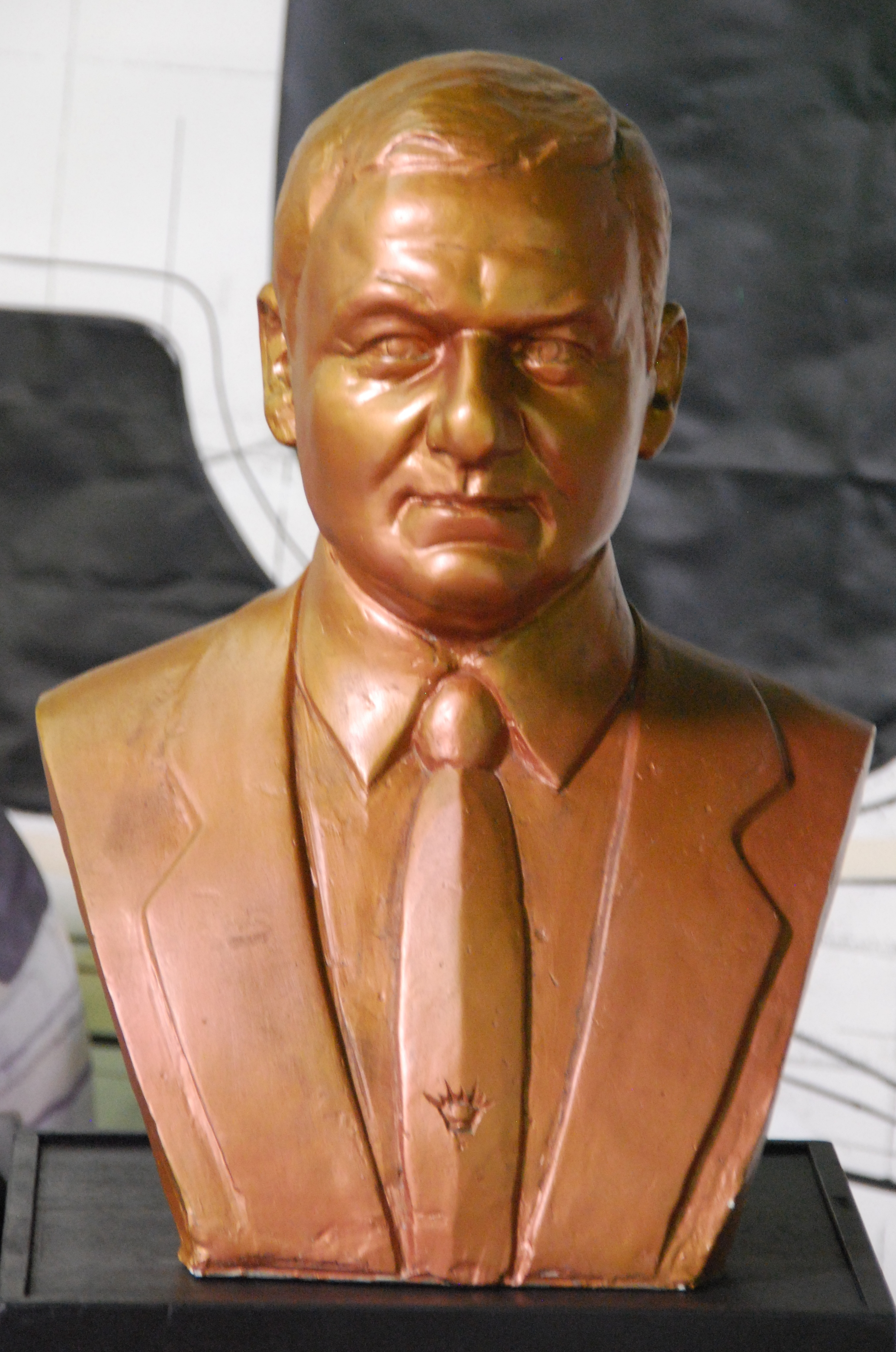
Büste Peter Monteverdis in seinem Automobilmuseum in Binningen
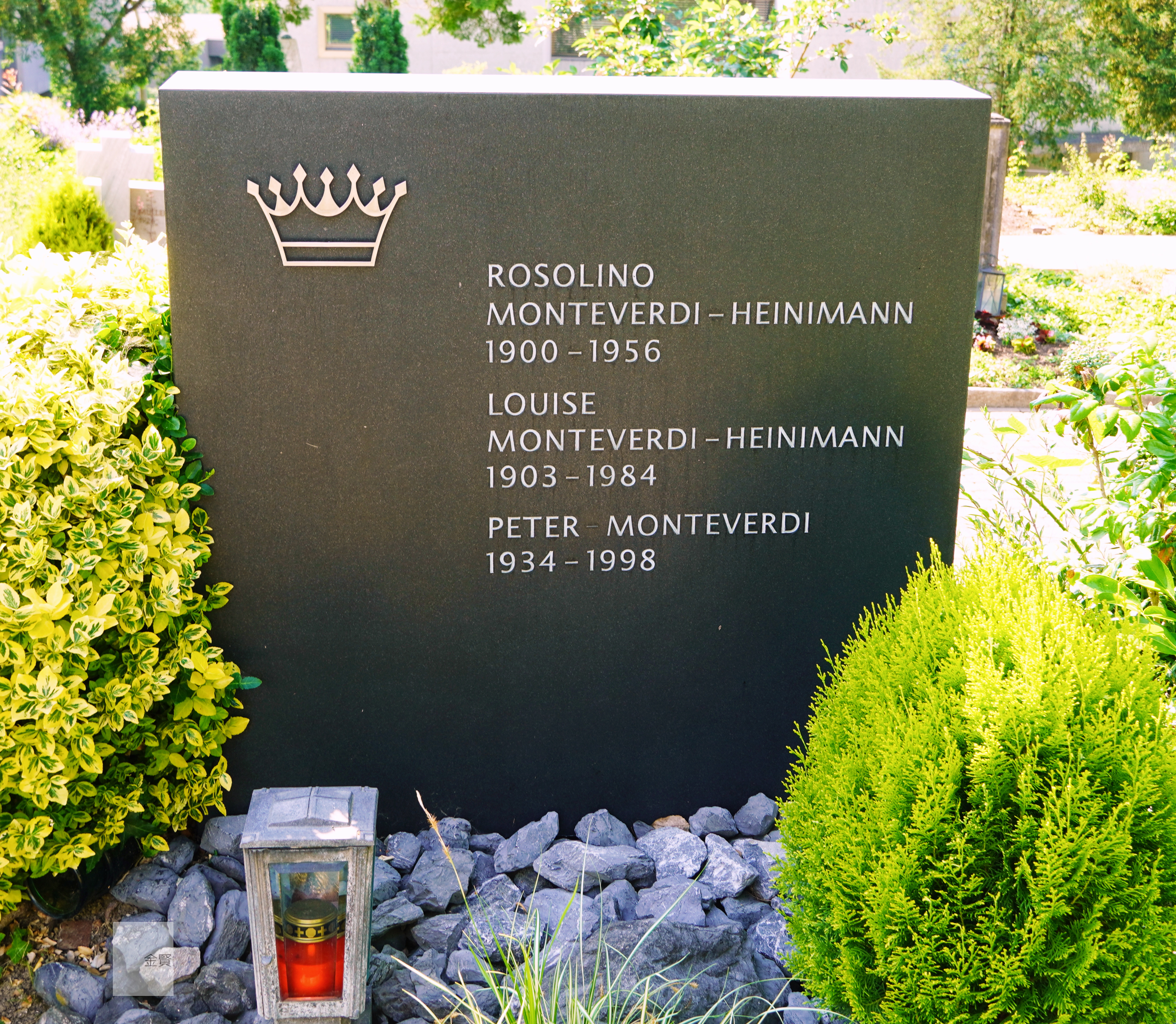
Familiengrab Monteverdi auf dem Friedhof Sankt Margarethen Nord in Binningen

## Peter Monteverdi als Rennfahrer
Zwischen 1955 und 1961 nahm Monteverdi an etwa 80 Rennen in der Schweiz, in Deutschland und in Italien teil. Dabei handelte es sich überwiegend um Bergrennen, wiederholt trat er aber auch bei Rundstreckenrennen und Langstreckenrennen wie dem 1000-km-Rennen auf dem Nürburgring an. 1957 bestritt er zwölf Rennen auf einem privaten Ferrari, 1959 bewegte er mehrfach einen Renault Gordini, einen Lotus-Formel-2 und einen Mercedes-Benz 300 SLR. Bei diesen Einsätzen gelangen Monteverdi zahlreiche Siege.
Im Januar 1959 führte Monteverdi in Modena eine privat organisierte Testfahrt mit einem älteren Maserati 250F durch. Zunächst erwog er, das Auto zu übernehmen und es in der Formel-1-Weltmeisterschaft an den Start zu bringen, nahm davon aber letztlich Abstand. In der Werkschronik seines Unternehmens wird diese Entscheidung darauf zurückgeführt, dass er erkannt habe, «dass er noch nicht zum Pilotieren eines Formel-1-Wagens bereit war».
Ab 1960 setzte er nur noch seine Eigenkonstruktion ein, einen Rennwagen mit der Bezeichnung MBM, der zunächst für die Formel Junior konzipiert worden war, in einem Einzelexemplar aber auch auf Formel-1-Konfiguration umgerüstet wurde. Der MBM Formel 1 war das erste Formel-1-Auto der Schweiz. Die Autos wurden regelmässig von der Écurie HOBA für Monteverdi gemeldet. Nach einem wenig erfolgreichen Einsatz dieses Fahrzeugs beim Grossen Preis der Solitude 1961 und einem schweren Unfall auf dem Hockenheimring gab Monteverdi 1961 das Rennfahren auf.

## Peter Monteverdi als Unternehmer

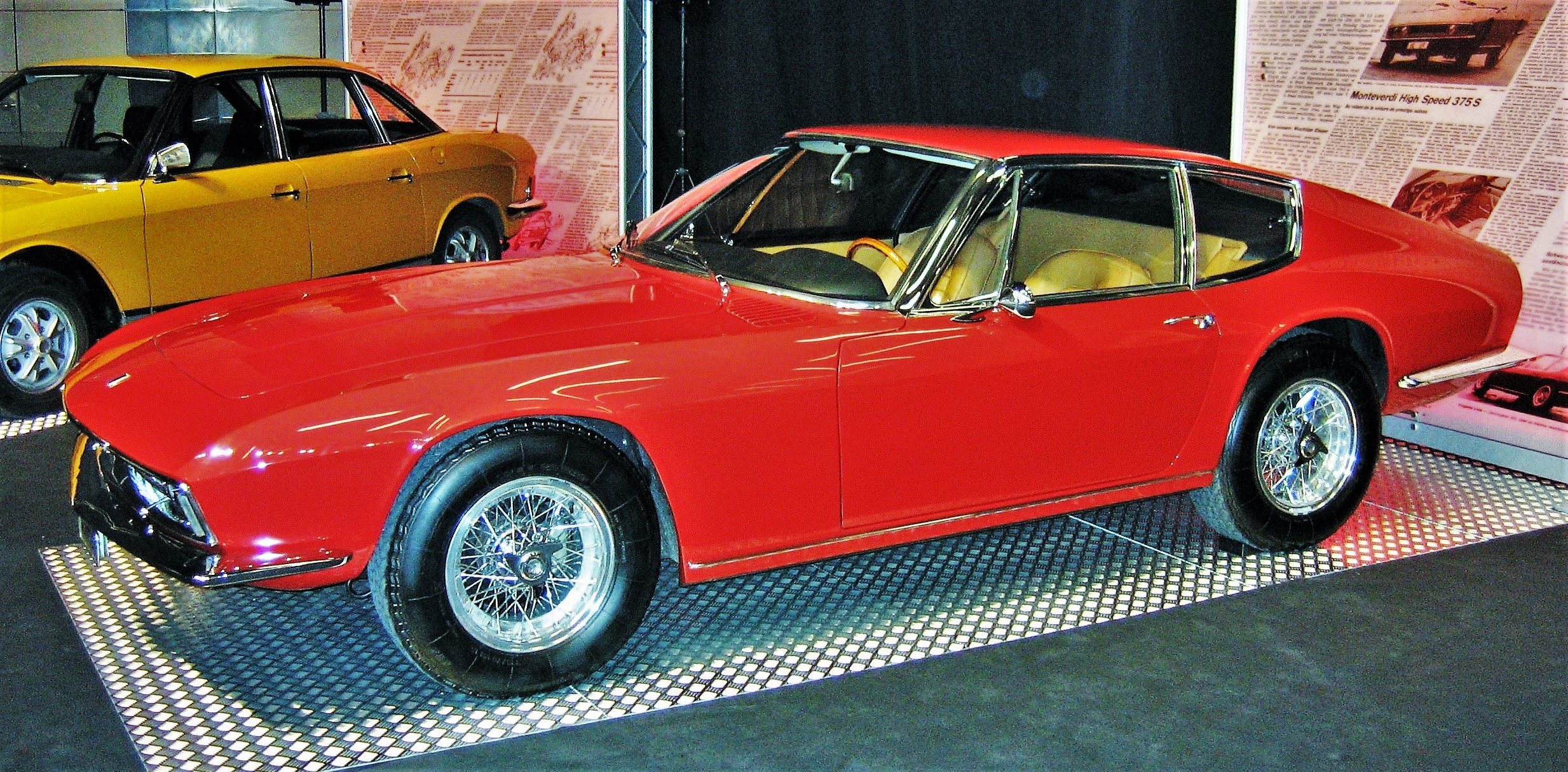
Der erste Monteverdi: High Speed 375 S (Frua)

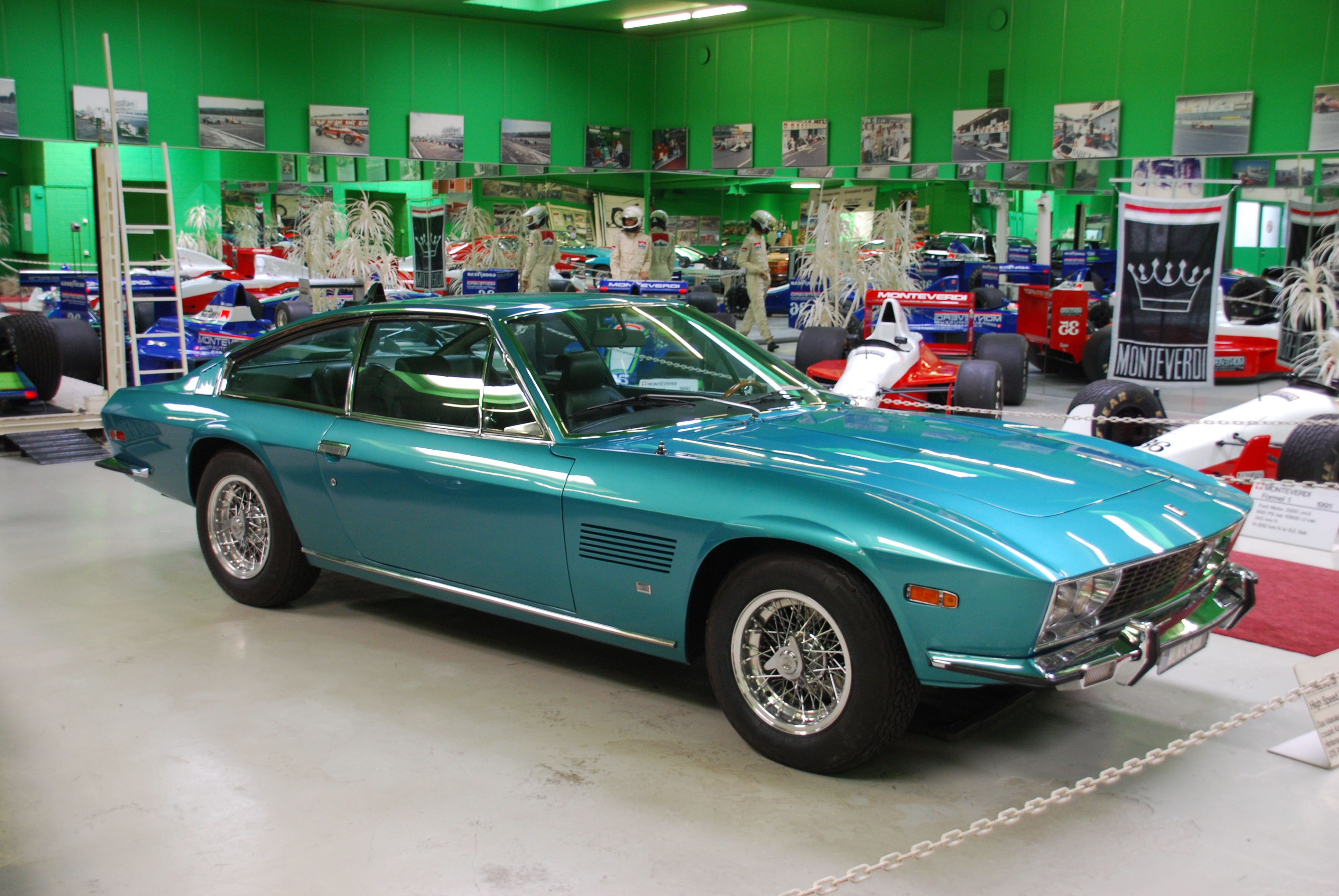
Bekanntestes Modell Peter Monteverdis: der High Speed 375/L (Fissore)

Seit 1954 war Monteverdi Inhaber einer Lkw-Werkstatt und Auto-Garage in Binningen. Vermittelt durch sein Engagement im Rennsport, erhielt er 1957 die Konzession, Ferrari in der Schweiz zu vertreiben, und wurde damit der weltweit jüngste Ferrari-Händler. In den folgenden Jahren erwarb er Vertretungen für viele andere internationale Automarken, darunter Lancia, Bentley und Jensen. Ab 1967 baute er in Binningen (mit Unterstützung einiger italienischer Karossiers) eine Reihe eigener Strassensportwagen, die zunächst unter dem Namen MBM erscheinen sollten, letztlich aber als Monteverdi verkauft wurden. Ausgehend vom ersten High Speed 375 S, entwickelte Monteverdi eine breit gefächerte Modellpalette, die bis 1976 im Programm blieb. Danach stellte er sein Angebot auf luxuriöse Geländewagen und exklusive Limousinen um. 1984 endete die Serienfertigung. Das Werk in Binningen wurde in ein Automobilmuseum umgewandelt, dieses wurde 1985 eröffnet. Das Museum wurde Ende 2016 geschlossen. Ein Teil der Fahrzeuge wird gegenwärtig im Verkehrshaus der Schweiz in Luzern gezeigt.
Anfang der 1990er-Jahre versuchte Monteverdi noch einmal, mit mehreren Projekten im Automobilgeschäft Fuss zu fassen. Einerseits liess er mehrere Kopien seines Sportwagens Hai 450 GTS herstellen, andererseits übernahm er in der Formel-1-Saison 1990 den britischen Rennstall Onyx, den er ein halbes Jahr lang ohne Erfolg betrieb. Die Überreste dieses Projekts wurden in einem weiteren Strassensportwagen namens Hai 650F1 verwertet, der von 1992 bis 1994 in angeblich sechs Exemplaren verkauft wurde. Die Wagen mit Cosworth-Achtzylindermotor hatten in Europa keine Strassenzulassung.

## Statistik

### Einzelergebnisse in der Sportwagen-Weltmeisterschaft
| Saison | Team                                     | Rennwagen                            | 1   | 2   | 3   | 4   | 5   | 6   | 7   |
| ------ | ---------------------------------------- | ------------------------------------ | --- | --- | --- | --- | --- | --- | --- |
| 1957   | Karl Foitek Escuderia Madunina Venezuela | Alfa Romeo Giulietta SV Lotus Eleven | BUA | SEB | MIM | NÜR | LEM | KRI | CAR |
| 1957   | Karl Foitek Escuderia Madunina Venezuela | Alfa Romeo Giulietta SV Lotus Eleven |     |     |     | 35  |     |     | DNF |
| 1959   | Peter Monteverdi                         | Mercedes-Benz 300 SL                 | SEB | TAR | NÜR | LEM | RTT |     |     |
| 1959   | Peter Monteverdi                         | Mercedes-Benz 300 SL                 | 19  |     |     |     |     |     |     |

## Dokumentation
- Monteverdi – Der letzte Schweizer Autobauer. In: SRF-DOK; 2021, 53 Min. (YouTube).